# خرمن‌کوه

## جغرافیا
خرمن کوه نام یکی از کوه‌های استان فارس می‌باشد. خرمن کوه کوهی گنبدی شکل بین راه سروستان به استهبان و در همسایگی دریاچه بختگان است. روستای کچویه در پای کوه خرمن کوه واقع شده است. این کوه در شمال شهر فسا قرار داشته و با ارتفاع حدود ۳۱۸۳ متر از سطح دریا، مرتفع‌ترین نقطه این شهرستان محسوب می‌شود. از لحاظ زمین شناختی جنس کوه از آهک و گچ متعلق به سازندهای آسماری و به سن پلیوسن – میوسن می‌باشد. به اعتقاد زمین شناسان، برآمدن این کوه حاصل یک گنبد نمکی است که با فشار آوردن به لایه‌های رویی، آنها را بالا رانده و در گذر زمان عملکرد گسل‌ها و فرسایش آبی، حاشیه‌ها را بریده بریده کرده است. وجود چشمه سارهای فراوان و مناظر طبیعی بی نظیر، این کوه را یکی از اهداف گردشگران قرار داده است.

## پیشینه تاریخی
وجود آثاری از یک دژ کهن به نام قلعه دختر و آتشکده و چشمه کنار آن که به نام قمپ آتشکده خوانده می‌شود، نشانه‌هایی از سکونت در زمان ساسانیان دارد. به اعتقاد رضا صالحیان تا نخستین سده‌های اسلامی این آتشکده جایگاه آتش مقدس بوده و هنگام تازش تازیان به ایران، بهدینان بخشی از آتش آتشکده کاریان لار را به این آتشکده بردند تا اگر آذر فرنبغ خاموش شد، آتش سپند در اینجا شعله‌ور بماند. پژوهش‌های باستان‌شناسی سر مارک اورل اشتین نشان داده است که دشت فسا و یرامون آن پیش آمده پارس‌ها در گستره تمدن ایلام کهن بوده است.
در سنگ نوشته بیستون (بند یازدهم از ستون اول)، آنجا که داستان بردیای دروغین و شورش گئومات مغ را بیان می‌کند، داریوش بزرگ چنین می‌گوید: «پس از آن مردی مغ، به نام گئومات از پ ئیشی یا وودا (پی شیاووادا) برخاست، که کوهی [است] به نام ارکدیش (ارکادری)». برخی زبان شناسان واژه پی شیاووادا را به معنای پشت یا عقب پایتخت می‌دانند که در زمان هخامنشی نام محل شهر فسای امروزی بوده است. همچنین برای ارکدیش (آرکادریش) هم‌معنی بریده شده به شکل اشعه خورشید را پیشنهاد می‌کنند و از آنجا که بریدگی‌های دورادور خرمن کوه منظره ای شعاعی شبیه اشعه خورشید دارد، محل آرکادریش را همان خرمن کوه شهر فسا (پی شیاووادا) می‌دانند.

## زیستوران
از لحاظ پوشش گیاهی در ارتفاعات بیش از دو هزار متر درختان ارس و در کمتر از این ارتفاع درختان پسته کوهی (بنه)، بادام کوهی (الوک) و زالزالک (کیالک) وجود دارند. پستانداران شامل کل و بز، قوچ و میش، خرگوش، گرگ، روباه و پرندگان شامل کبک، تیهو و انواع پرندگان شکاری هستند.